# Dilma Mendes
Dilma Maria Mendes de Souza (Camaçari, 18 de novembro de 1963) é uma ex-futebolista e treinadora brasileira.

## Primeiros anos
Dilma Mendes nasceu em Camaçari, Bahia, sendo a mais nova de sete crianças. Desde pequena, gostava de jogar futebol, mas enfrentava a oposição da mãe. Até 1979, o futebol feminino era oficialmente proibido no Brasil, de modo que Dilma tinha que utilizar artimanhas para conseguir praticar o esporte: ela oferecia sorvete aos amigos para que avisassem quando a polícia estava se aproximando e cavou um buraco, sua "cova", ao lado do campo para se esconder.
Nem sempre suas estratégias funcionavam e os policiais, que em geral a tratavam bem, levavam Dilma para a delegacia. Lá, tinha que aguardar que o pai, que a apoiava, a buscasse. Quando era sua mãe que a buscava, Dilma apanhava da mãe e dos irmãos mais velhos em casa. Além das dificuldades com a familia, Dilma Mendes teve que enfrentar o racismo. Em entrevista para o Grupo de Estudos Mulheres do Futebol, Mendes relata: "Eu passei a entender que a gente era proibida de jogar porque tinha a pele negra, o cabelo crespo."

## Jogadora de futebol

### Futebol de campo
Em 1983, após pressão dos movimentos feministas, o futebol feminino profissional foi regulamentado e Dilma Mendes defendeu por 4 anos as cores do Ypiranga. No entanto, a equipe, composta quase totalmente de mulheres negras de bairros periféricos de Salvador, sentia a dificuldade do racismo, sendo impedida de acessar o clube pela entrada principal, mesmo em dia de competição, e sendo impedida de jogar em agremiações frequentadas por pessoas brancas. Nos anos seguintes, Dilma integrou o plantel da Catuense e do Clube Bahiano de Tênis.

### Futsal
No início da década de 1990, Dilma migrou para o futebol de salão, onde obteve sucesso nacional no Euroexport Campomar Bahia, sendo campeã da Taça Brasil de 1991. Após uma passagem pelo Saad Esporte Clube, Dilma integrou a seleção baiana que disputou a Taça João Havelange de 1994. Dilma Mendes se aposentou como jogadora em 1995, passando a se dedicar à carreira de treinadora.

## Treinadora de futebol
A partir de 1995, Dilma treinou diversas equipes, incluindo Camaçari, Saad, Euroexport e Palmeiras. Nesse período, foi a responsável por descobrir a meio-campista da seleção brasileira Formiga. A partir de meados da década de 2010, Dilma Mendes assumiu o comando da seleção brasileira feminina de futebol 7, conquistando o tricampeonato da Copa América (2019, 2020 e 2022) e o Campeonato Mundial de 2019.

## Outras atividades
Em abril de 2020, o prefeito de Camaçari Elinaldo Araújo nomeou Dilma Mendes como titular da Secretaria do Esporte, Lazer e Juventude. Após um período na pasta, a treinadora passou a atuar como subsecretaria.

## Reconhecimento
Em fevereiro de 2023, a Federação Internacional de Futebol 7 anunciou Dilma Mendes como vencedora do prêmio de Melhor Treinadora de Futebol 7 do Mundo.

## Títulos

### Como jogadora
- Taça João Havelange: 1991 (Euroexport Campomar Bahia)

### Como treinadora
- Copa América de Futebol 7: 2019,[8] 2020,[9] 2022[10] (Brasil)
- Campeonato Mundial de Futebol 7: 2019 (Brasil)